# Порцеланіт
Порцеляніт (рос. порцелланит, англ. porcellanite, нім. Porzellanit m) –

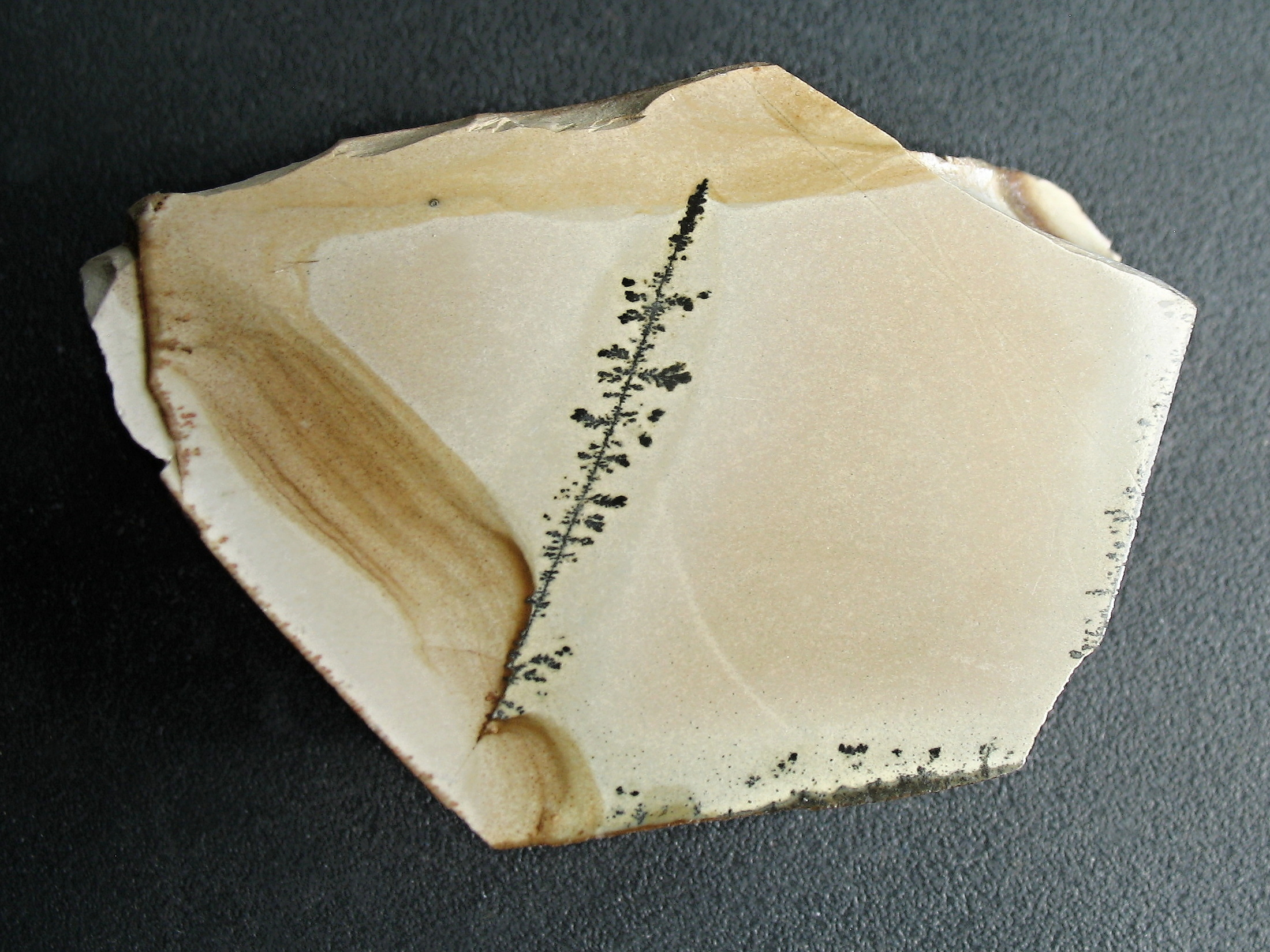
Порцеляніт з Чехії.

- 1) Глина, глинистий сланець або інша глиниста порода, перетворена в результаті підземних пожеж кам'яновугільних товщ в щільну порцеляноподібну, часто плямисту породу, іноді шлакового габітусу. Це часто черт (гірська порода), що містить глину та вапняні речовини[1].  Те ж, що і горілі гірські породи, глієж.

Від італ. «porcellana» — порцеляна (J.F.A.Breithaupt, 1847).
2) Зайва назва скаполіту.
Син. — порцеляновидний шпат.